# Corsa a cronometro

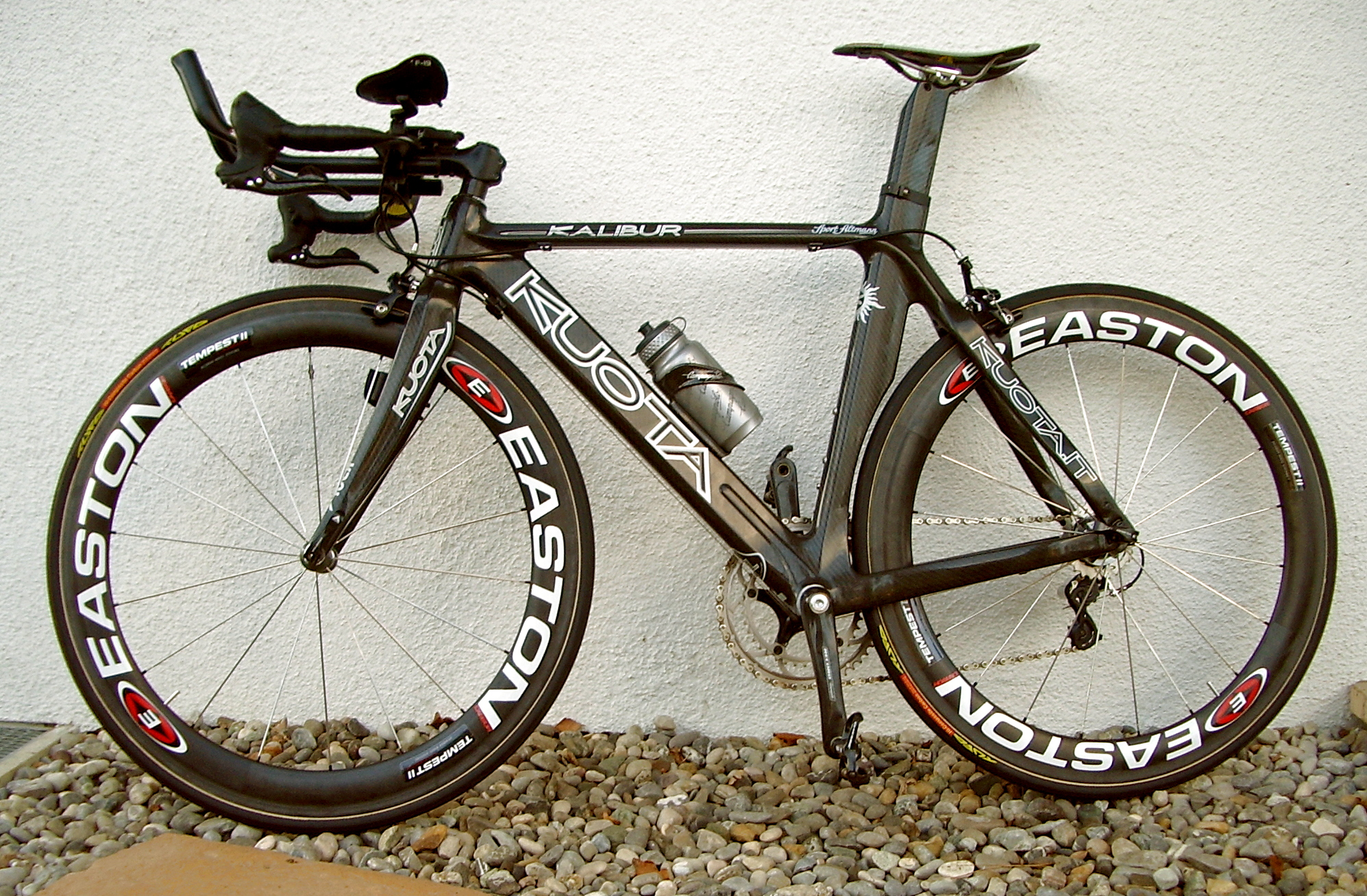
Tipica bici da cronometro (Triathlon)

Nel ciclismo su strada la corsa a cronometro (o "corsa contro il tempo") è una gara in cui ogni corridore parte separatamente dagli altri per coprire il percorso di gara: la classifica finale viene stilata in base al minor tempo impiegato da ciascun corridore per completare il percorso; la "cronometro a squadre" è un particolare tipo di corsa a cronometro che si disputa tra squadre di più corridori. La prima corsa di questo tipo tra i professionisti fu una tappa del Giro d'Italia del 1933, la Bologna-Ferrara, vinta da Alfredo Binda.

## Descrizione
Le corse a cronometro si svolgono spesso nell'ambito delle corse a tappe: nei Grandi Giri, che durano tre settimane, vi sono in genere due o tre tappe a cronometro, una delle quali può essere una cronometro a squadre o anche un "cronoprologo" iniziale di breve lunghezza (max 8 km). Vi sono comunque anche alcune corse a cronometro a sé stanti. Tra le prove individuali spiccano il Campionato del mondo (che si disputa dal 1994), la Cronometro olimpica e, fino al 2004, il Gran Premio delle Nazioni. Tra le gare a squadre si possono citare il Campionato del mondo e, in campo solo femminile, l'Open de Suède Vargarda.

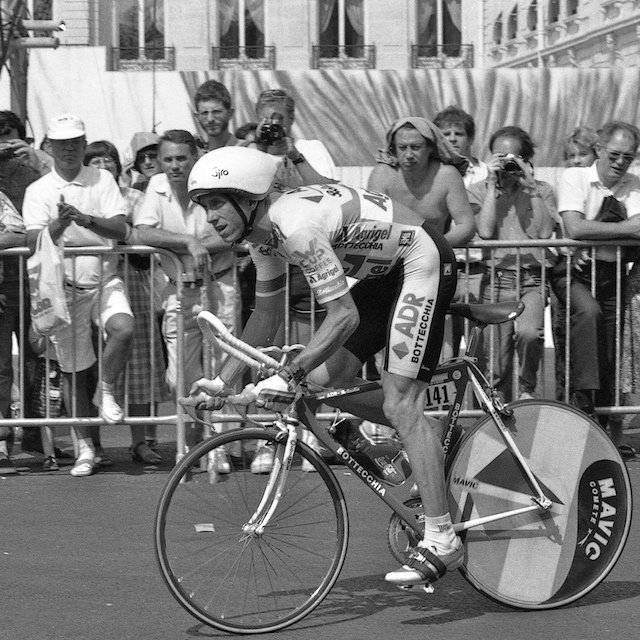
Greg Lemond a cronometro

Per le corse a cronometro il regolamento dell'Unione Ciclistica Internazionale consente di utilizzare biciclette speciali dette biciclette da cronometro che minimizzano l'attrito aerodinamico consentendo dunque velocità maggiori a parità di potenza espressa sui pedali. Tali biciclette sono vietate invece nelle gare in linea per motivi di sicurezza, in quanto difficili da guidare su percorsi tortuosi e in gruppo. Si possono inoltre utilizzare ruote lenticolari (cioè a disco pieno) o a razze, appendici al manubrio, telai particolarmente rigidi di forma particolare (es. piatti), casco aerodinamico. Con tali mezzi è possibile spingere per lunghi periodi in pianura rapporti molto lunghi in grado di sviluppare alte velocità (anche 50 km/h e più) grazie anche alla posizione aerodinamica del ciclista ripiegata in avanti sul manubrio.
I corridori particolarmente forti in questa specialità vengono detti cronomen: si tratta molto spesso di passisti con particolari attitudini nelle lunghe gare individuali in pianura. Questo tipo di abilità si contrappone spesso a quella degli scalatori, forti nelle corse in linea con presenza di montagne. Alcuni forti cronomen sono anche ottimi passisti-scalatori in grado di primeggiare e difendersi nelle grandi corse a tappe sia a cronometro che in salita.
Nel ciclismo professionistico i più forti e noti nella disciplina sono o sono stati Learco Guerra, Fausto Coppi, Jacques Anquetil, Eddy Merckx, Francesco Moser, Bernard Hinault, Greg LeMond, Miguel Indurain, Tony Rominger, Jan Ullrich, Alberto Contador, Fabian Cancellara, Bradley Wiggins, Tony Martin, Chris Froome, Tom Dumoulin, Primož Roglič e Filippo Ganna.

### Prova individuale

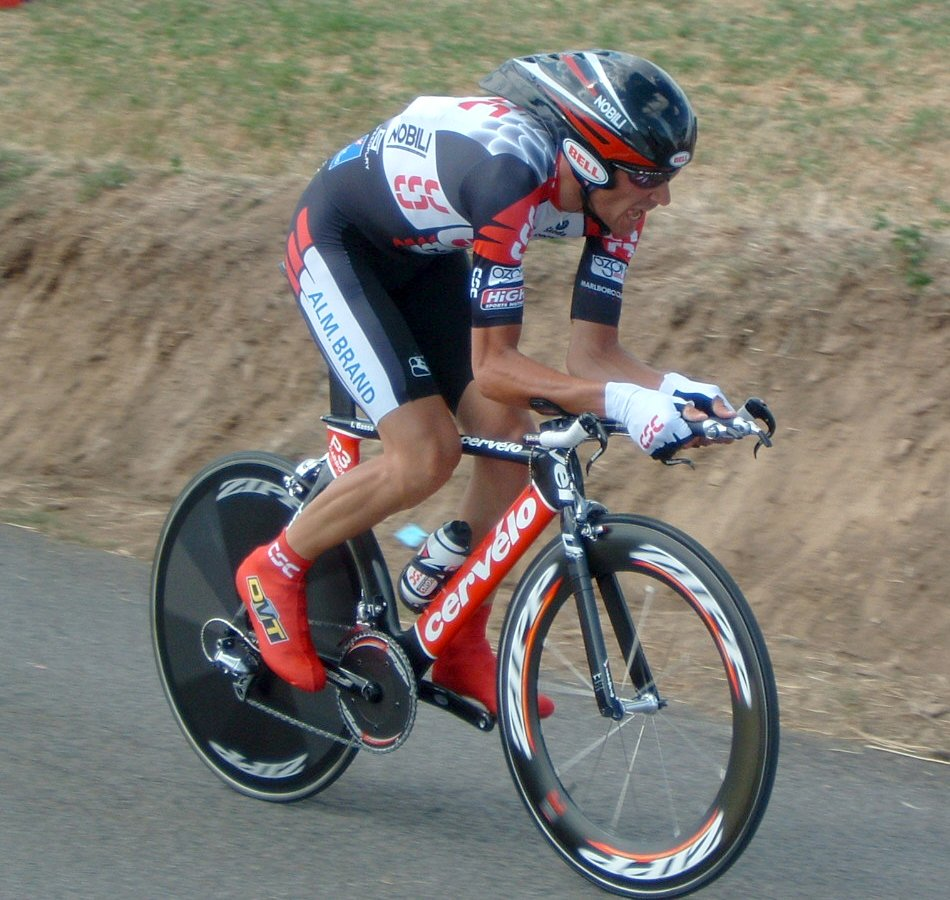
Il corridore Ivan Basso impegnato in una cronometro al Tour de France 2005

Nelle prove individuali i percorsi possono essere completamente pianeggianti oppure misti. La distanza di gara varia in genere da pochi chilometri fino a un massimo, per i corridori professionisti, di 60–70 km; in passato però si svolgevano cronometro anche su distanze molto più lunghe. Nel 1931, per l'unica volta, il campionato del mondo individuale si disputò a cronometro (vinse Learco Guerra): in quel caso la distanza coperta fu di 170 chilometri.
Normalmente i corridori partono a distanza di uno, due o tre minuti l'uno dall'altro, a seconda della lunghezza del percorso. Nelle corse a tappe, l'ordine di partenza è di solito quello di classifica invertito, cioè iniziando dall'ultimo classificato per finire con il primo. È vietato ai corridori sfruttare la scia degli avversari come può accadere quando un atleta riprenda sul percorso uno o più corridori partiti prima di lui. Nelle corse a tappe, il regolamento internazionale vieta di assegnare abbuoni nelle tappe a cronometro. È inoltre consentito il cambio di bicicletta, ad esempio su percorsi misti.

### Prova a squadre
Il regolamento delle cronometro a squadre non si discosta di molto da quello delle cronometro individuali. Anche nella cronosquadre i corridori (in questo caso la squadra), partono ad intervalli prefissati (solitamente dai due a quattro minuti) e il tempo finale viene preso all'arrivo del quinto componente del team; ai corridori che giungono staccati dal resto della squadra viene assegnato il tempo da essi effettivamente impiegato.
Nel corso della competizione ciascuno dei componenti della squadra si porta in testa a tirare a turno; questo allo scopo di fare prendere meno vento in faccia ai compagni che lo seguono, quindi ridurne la fatica. Terminato il proprio turno il corridore si lascia sfilare dal resto del team e si riaccoda ai compagni; ha così il tempo di riposarsi per poi ripresentarsi al comando al turno successivo. Il vantaggio di una simile tattica è importante, poiché in questo modo si riesce a produrre una velocità più alta che in una gara di cronometro individuale.

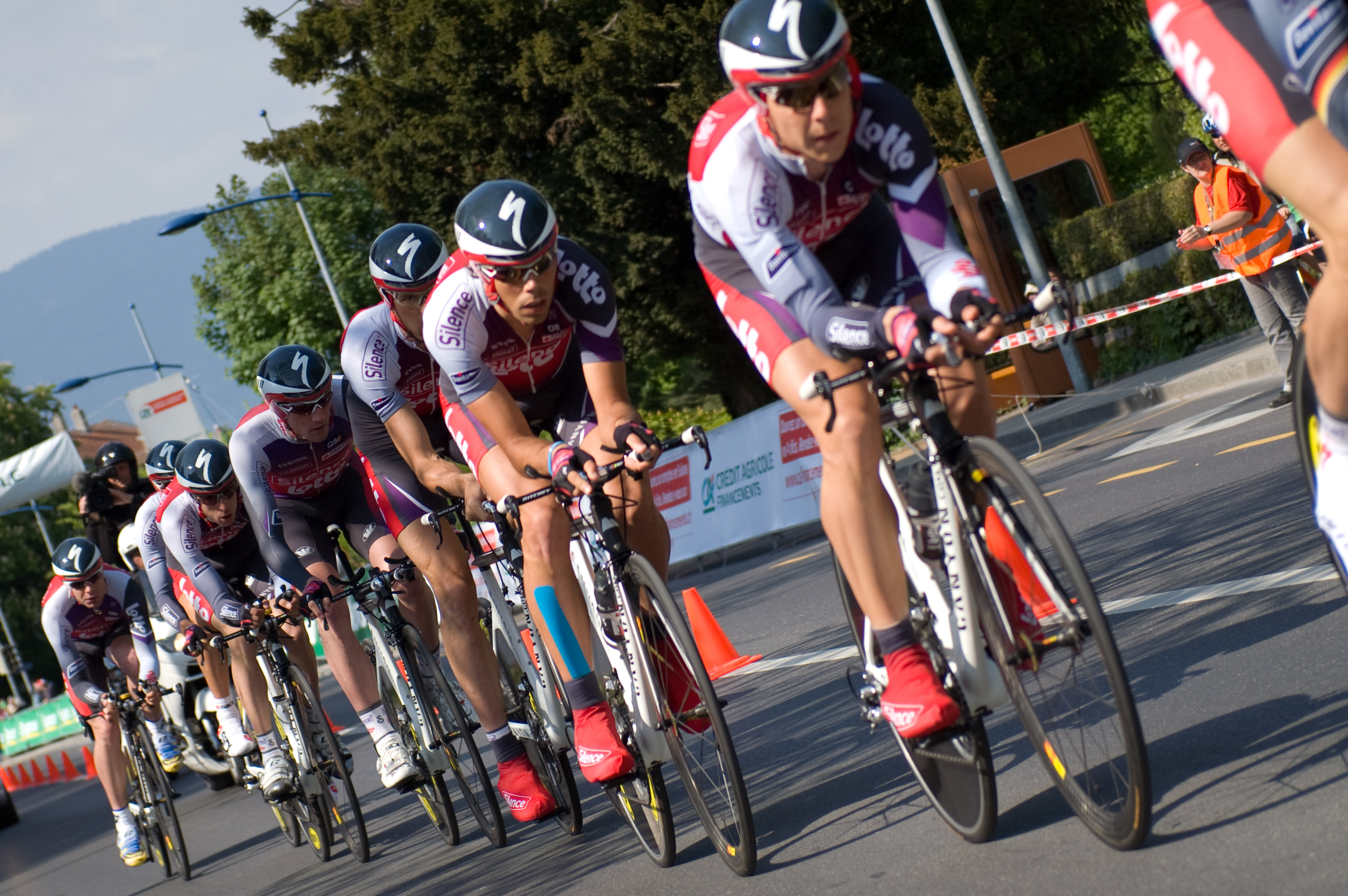
Il Team Lotto impegnato in una cronosquadre al Tour de Romandie 2009

È prassi ormai consolidata, che vi sia una cronosquadre tra le tappe di un grande giro (Tour de France, Giro d'Italia, Vuelta a España), ma anche di corse a tappe non così lunghe, quali ad esempio il Tour de Suisse o la Tirreno-Adriatico. Solitamente viene disputata in una delle primissime tappe allo scopo di assegnare la maglia di leader al capitano designato, anche se per regolamento, in caso di conquista della maglia, ad indossarla è il primo corridore a tagliare il traguardo.. Sebbene fortemente appoggiato dagli sponsor di squadra, è stato criticato l'inserimento delle cronosquadre nei grandi giri (frequente soprattutto nel Tour de France), ritenendo che esse possano distorcere la classifica in una corsa che per il resto è individuale. Per questo motivo in alcune delle ultime edizioni del Tour si è utilizzato per queste tappe un regolamento speciale, che limita i distacchi in classifica: il distacco della squadra seconda classificata non può superare i 10 secondi, quello della terza i 20 secondi, e così via.
Secondo quanto riportato nel regolamento dell'Unione Ciclistica Internazionale al capitolo V, la cronometro a squadre può essere disputata sia dai professionisti (su una distanza massima di 100 km), sia dagli under 23 (su una distanza massima di 80 km); queste nuove regolamentazioni sono in vigore dal 1º gennaio 2007. Tuttavia va ricordato che nei tempi passati, più precisamente dai Giochi olimpici estivi di Roma 1960 ai Campionati del mondo di ciclismo su strada di Catania 1994, e cioè per 35 edizioni (26 mondiali e 9 Olimpiadi), si disputò la 100 km a squadre, competizione che, oltre ad essere riservata esclusivamente ai dilettanti, assegnava il titolo mondiale o quello olimpico.
Con i nuovi regolamenti del CIO e della UCI, il concetto di dilettantismo si è andato svilendo. Probabilmente per questo motivo la 100 km a squadre ha cessato di esistere. In ogni caso da quel tempo non è più esistita una prova di cronometro a squadre composte esclusivamente da quattro elementi (da qui l'espressione "quartetto della 100 km"), tanto meno che assegnasse un titolo olimpico o mondiale.

## Galleria d'immagini

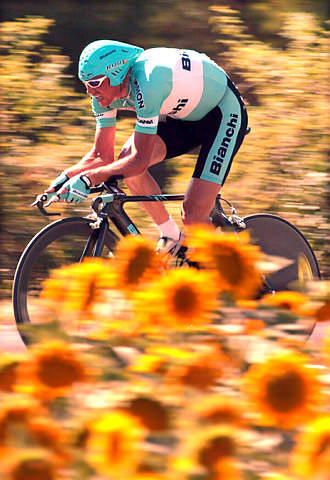
Jan Ullrich
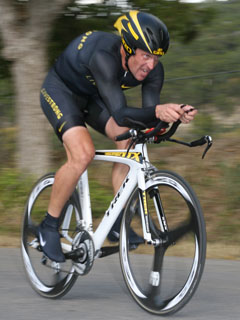
Lance Armstrong
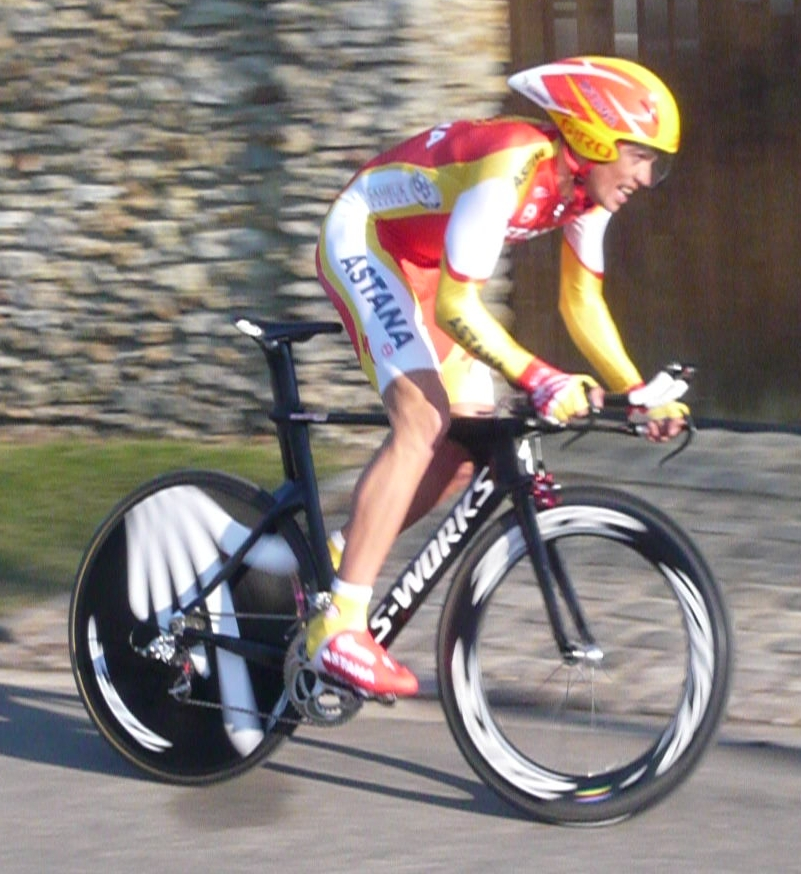
Alberto Contador
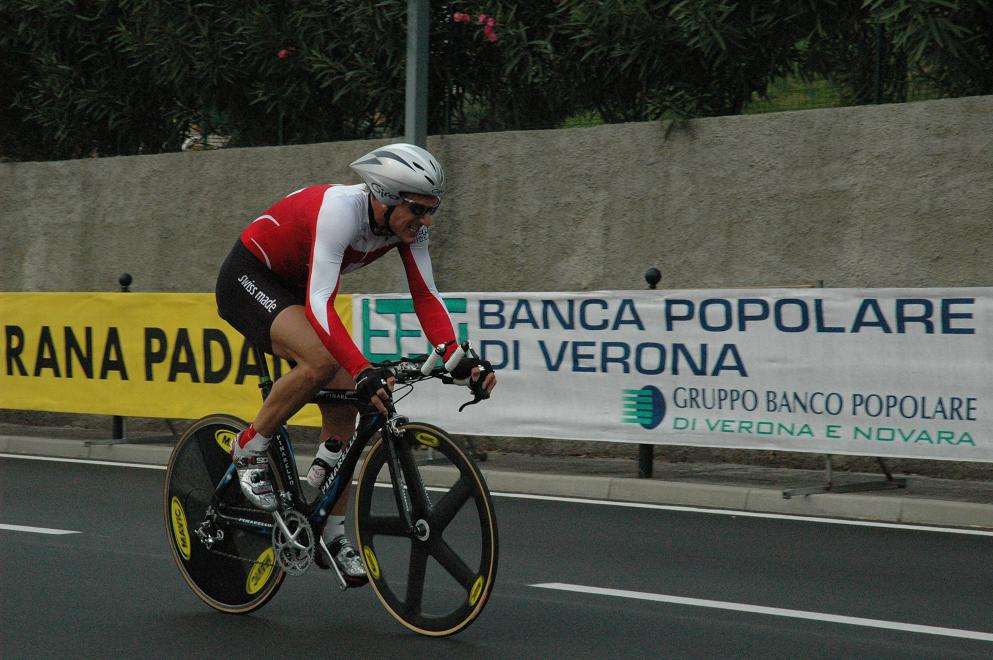
Fabian Cancellara
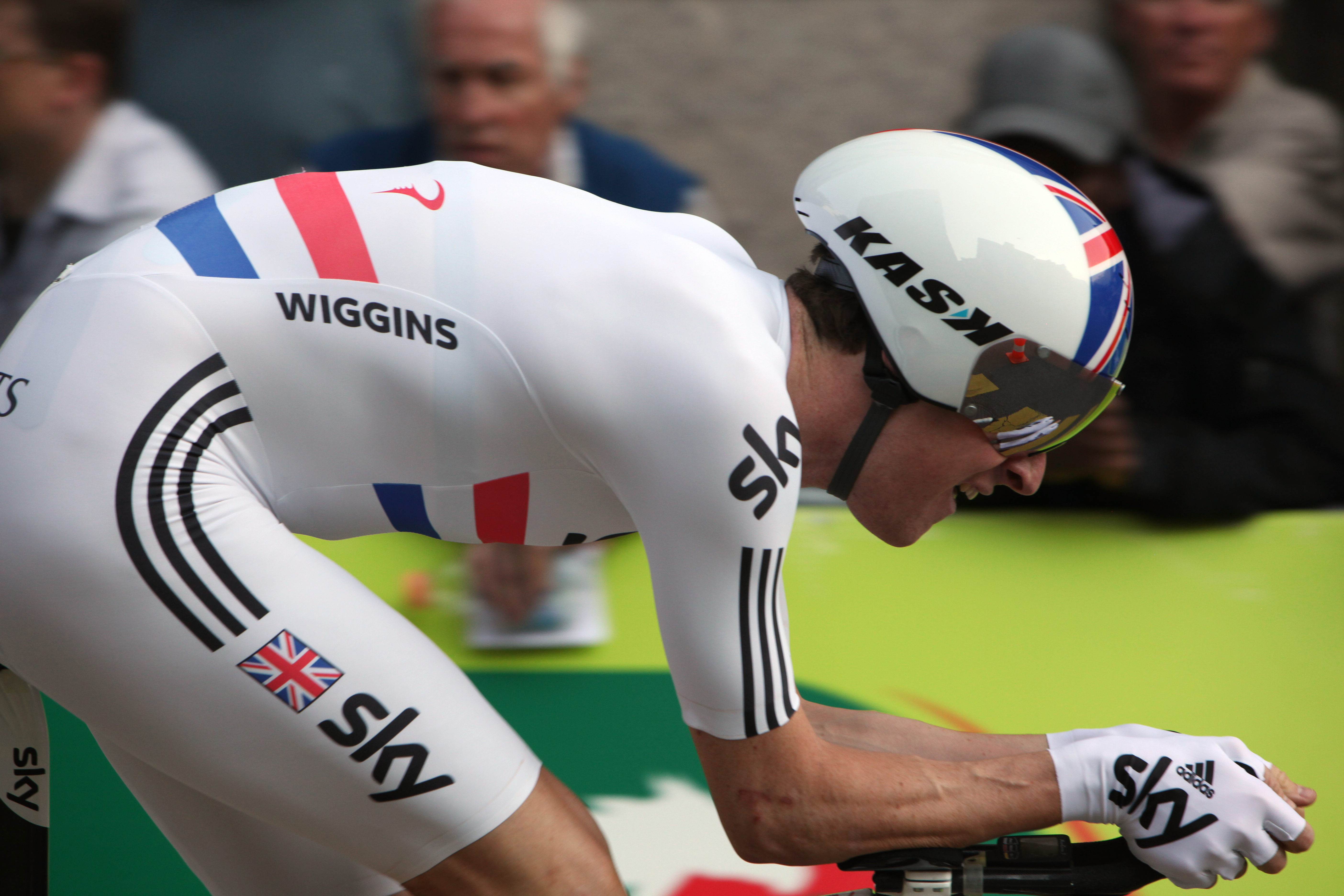
Bradley Wiggins
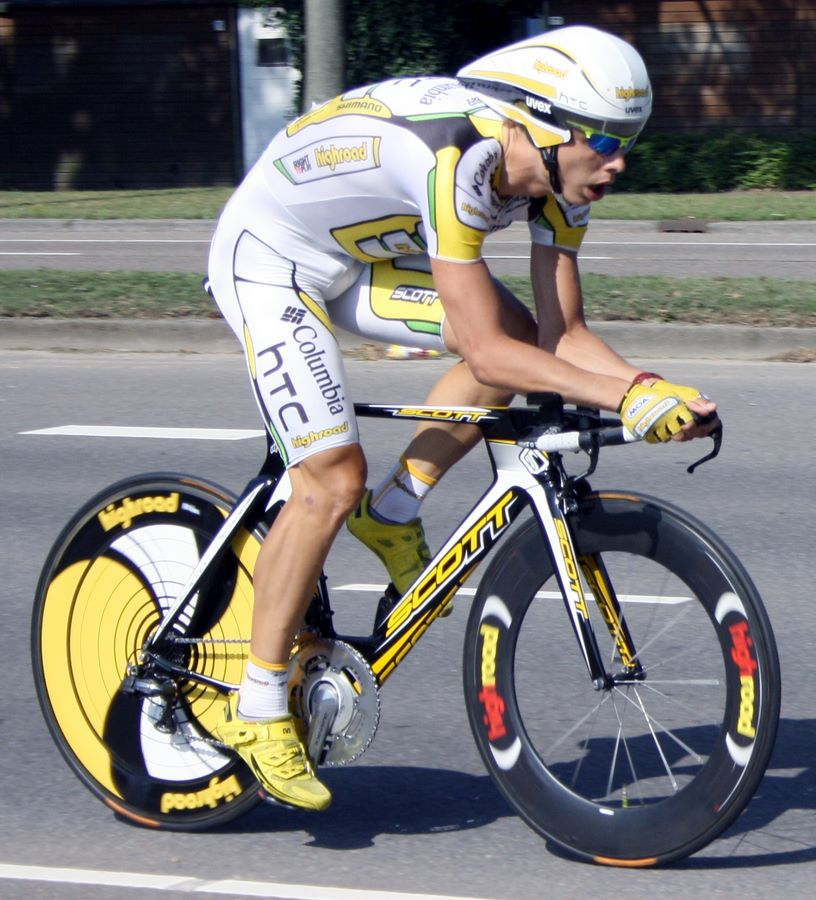
Tony Martin
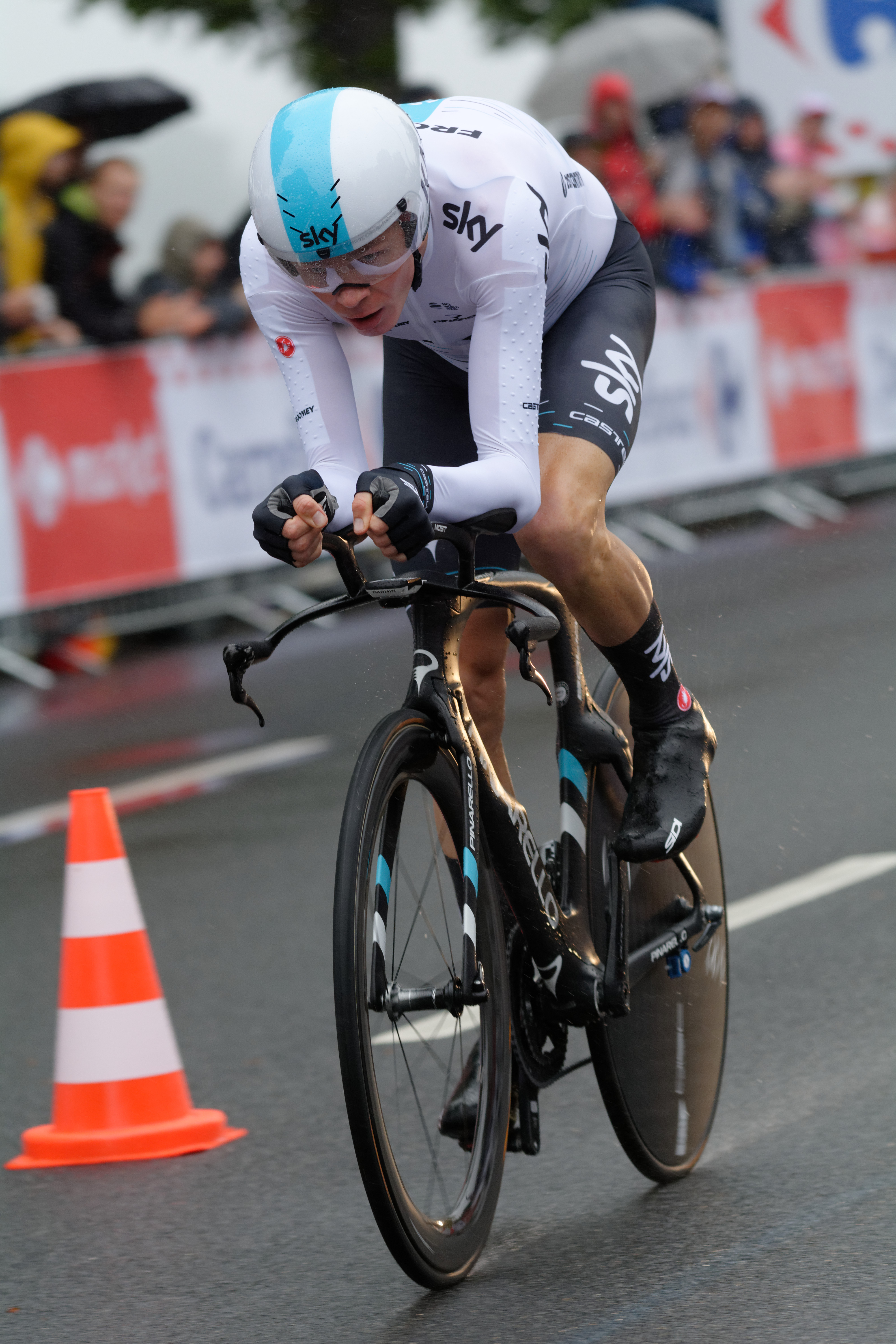
Chris Froome